# Roberta Metsola
Roberta Tedesco Triccas, coniugata Métsola (pron. maltese: [ɹɔˈbɝta ˈmɛtsɔla]; San Giuliano, 18 gennaio 1979), è una politica maltese, presidente del Parlamento europeo dal 18 gennaio 2022.
Inoltre, Metsola ha precedentemente servito come Vicepresidente del Parlamento europeo dal 2020 al 2022 ed è Europarlamentare per il PPE dal 2013.

## Biografia
È un'avvocata specializzata in diritto e politica europea. Ha lavorato come addetta alla cooperazione legale e giudiziaria di Malta all'interno della Rappresentanza permanente di Malta presso l'Unione europea.
Attiva in politica fin da giovane, fu membro della formazione giovanile del Partito Nazionalista, il Moviment Zgħazagħ Partit Nazzjonalista, e dello European Democrat Students, movimento giovanile del Partito Popolare Europeo, di cui è stata anche segretaria generale.
È stata candidata alle elezioni europee del 2004 e a quelle del 2009, ma in entrambi i casi non venne eletta. Nel 2013 tuttavia prese il posto di Simon Busuttil, dimessosi per essere stato eletto al parlamento maltese.
Alle elezioni europee del 2014 e del 2019 venne rieletta, risultando in entrambi i casi la più votata del suo partito.
Il 12 novembre 2020 viene eletta prima vicepresidente vicaria del Parlamento europeo, sostituendo l'irlandese Mairead McGuinness, dimessasi dopo la nomina a commissaria europeo. È la prima maltese a diventare vicepresidente.
L'11 gennaio 2022 diventa Presidente ad interim del Parlamento europeo a seguito della morte del presidente in carica David Sassoli. Una settimana più tardi, il 18 gennaio, giorno del suo quarantatreesimo compleanno, viene eletta Presidente del Parlamento europeo con 458 voti, risultando la Presidente più giovane mai eletta all'Europarlamento.
Il 16 luglio 2024 viene rieletta Presidente del Parlamento europeo con il record di 562 voti su 705.

## Vita privata
Roberta Tedesco Triccas Metsola è sposata con il finlandese Ukko Metsola (Partito di Coalizione Nazionale). Si sono entrambi candidati alle elezioni europee del 2009, diventando la prima coppia sposata a concorrere nelle stesse elezioni del Parlamento europeo da due diversi Stati membri. Si sono conosciuti nel 1999 e si sono sposati nell'ottobre 2005. Insieme hanno quattro figli: Luca (2007), Alec (2008), Marc (2012) e Kristian (2016).